# 安吉 (舉人)
安吉（1747年—1813年），字匯占，號古琴，自號十二山人，江蘇無錫人。清朝诗人、文学家以及音乐家，乾隆四十四年己亥恩科舉人，授候补知县，著有《古琴公日志》、《夏时考》、《韵征》（又名《六书韵征》）等书。

## 简介
安吉生于清乾隆十二年（1747年）九月二十四日，卒于嘉庆十八年（1813年）三月十九日，明末东林党领袖安希范之后裔，清朝诗人安璿之玄孙。因家乡无锡胶山周围有山丘十二座，而自号“十二山人”。安吉与同时期文学家秦瀛和姚鼐三人共同商讨古文，谈治学之道。
曾收华湛恩为徒。

## 影响
安吉之私人日记《古琴公日志》共上下两册，现藏于上海图书馆古籍数据库，上册自乾隆五十九年（1794年）八月二十七日起至次年，下册自嘉庆九年（1804年）四月十五日起至嘉庆十四年（1809年）十一月止，详细记录了旅行沿途车船饭费、家庭日常开支以及筹办家族事务的各项花销，是史学界研究乾隆、嘉庆年间物价涨落以及江南地主生活的重要史料。